# Церковь Рождества Христова (Арбанаси)
Церковь Рождества Христова (болг. Църква «Рождество Христово») — православная церковь в селе Арбанаси (Болгария), построенная в честь праздника Рождества Христова. Ныне функционирует как платный музей.

## История

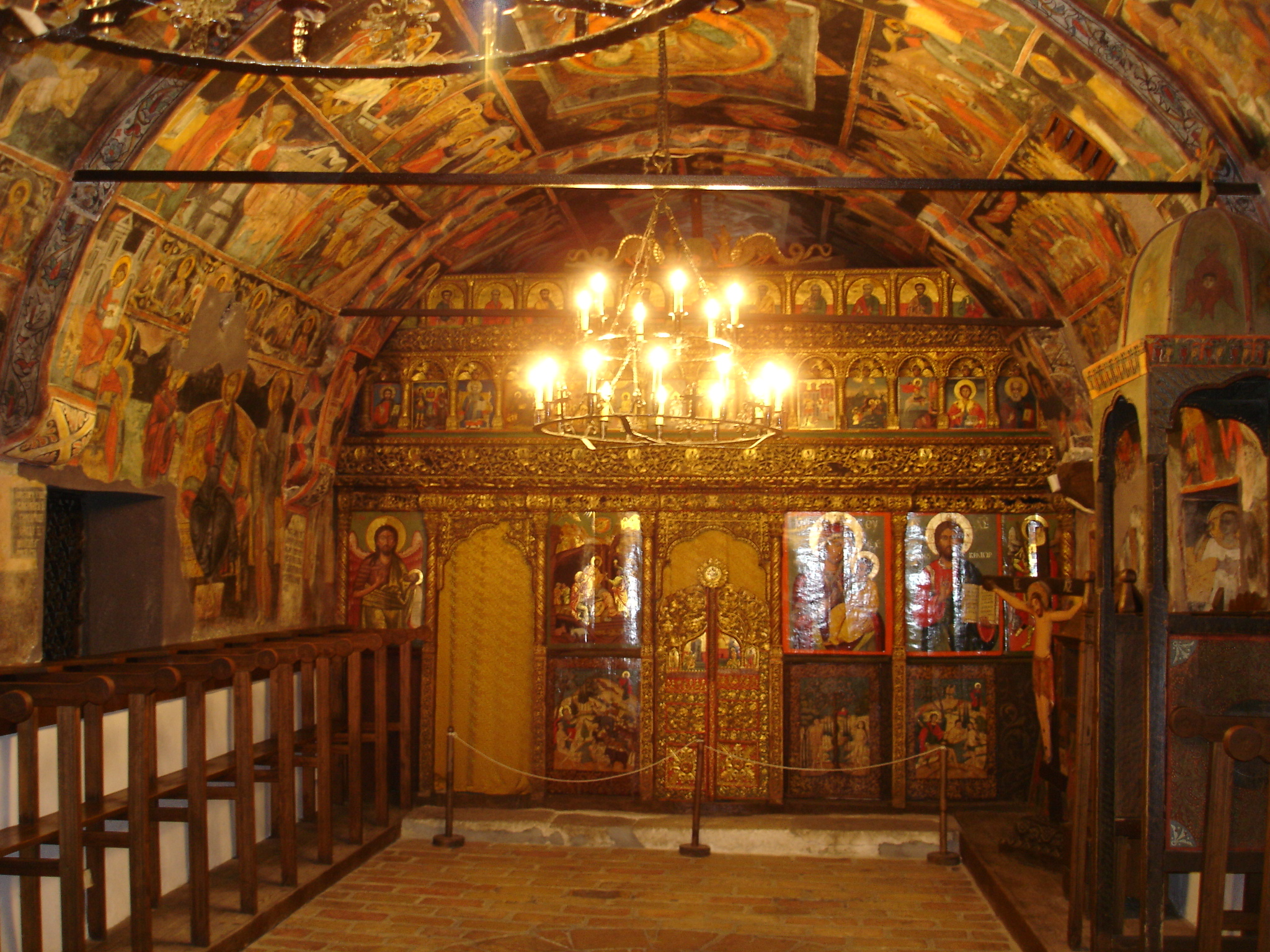
Внутренний вид церкви

Постройка церкви относится к концу XVI века — согласно ктиторской надписи её росписи были завершены в 1596 году. Церковь построена из камня, однонефная, одноапсидная, имеет полуцилиндрический свод, крыша покрыта черепицей. Всё это делает здание внешне похожим на жилую постройку. Предполагается, что в XVII веке храм был резиденцией Тырновского митрополита. Церковь несколько раз перестраивалась, к концу XVII века с запада были пристроены притвор (использовался как «женское отделение» храма), а в южной части придел во имя Иоанна Крестителя и галерея, арки которой позднее были заложены кирпичом.

## Фрески

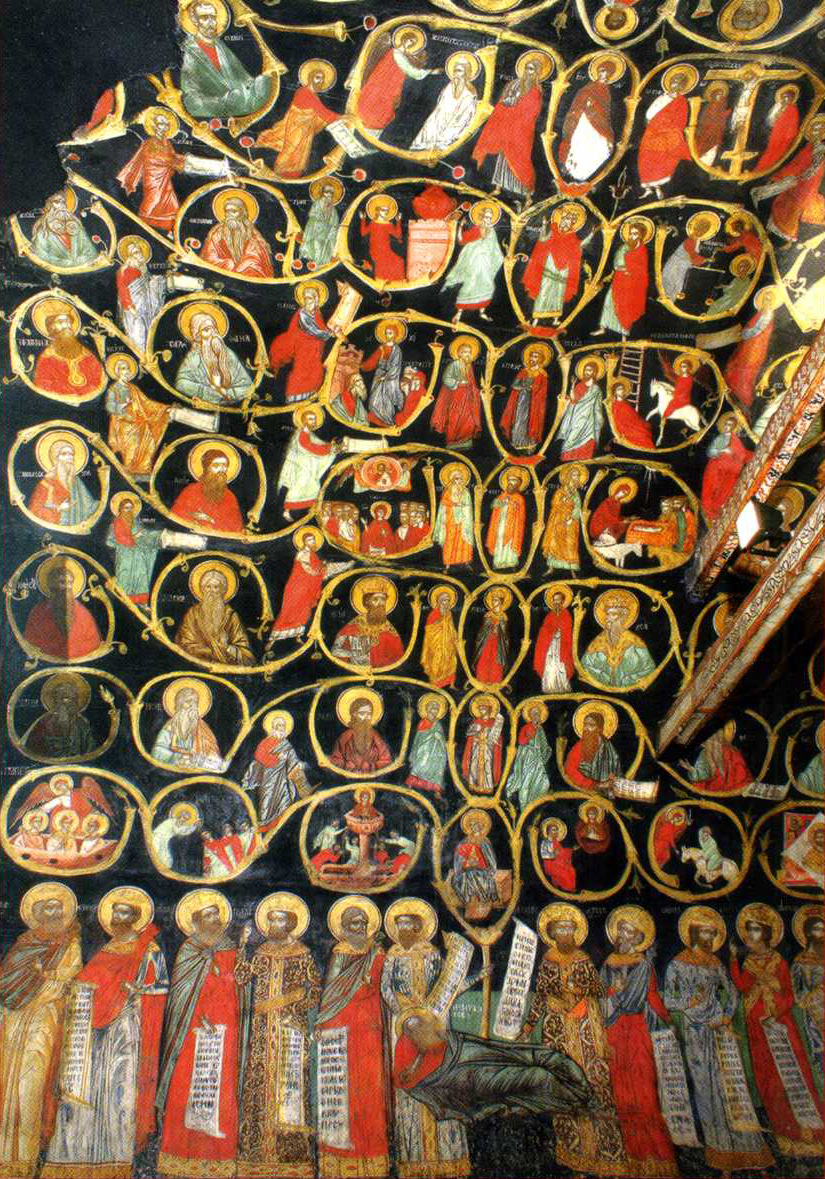
Фреска «Древо Иессево» (1649), в нижнем ярусе — античные мудрецы

Первоначальная стенопись конца XVI века сохранилась фрагментарно (фреска «Страшный Суд» на восточной стене притвора, ктиторская надпись, образы двух святых воинов в наосе). Стенопись церкви неоднократно дополнялась и обновлялась, в 1681 году был заново расписан наос. Ещё в 1632 году фресками был украшен придел Иоанна Предтечи (изображены сцены из его жития), в 1638 году — притвор. Среди наиболее впечатляющих фресок притвора — «Древо Иессеево», в нижнем ярусе которой изображён уникальный ряд античных мудрецов, включая Гомера, Пифагора, Платона, Аристотеля, Плутарха и др., изображённых в виде святых с нимбами. Динамику античному ряду придаёт изображение святых в виде пар полемизирующих друг с другом учёных.
Там же находится цикл сюжетов из акафиста Богородицы. Между 1643 и 1649 годами была расписана галерея, где изображены события священной истории от Сотворения мира до эпохи Вселенских соборов). Надписи на фресках выполнены на греческом языке.

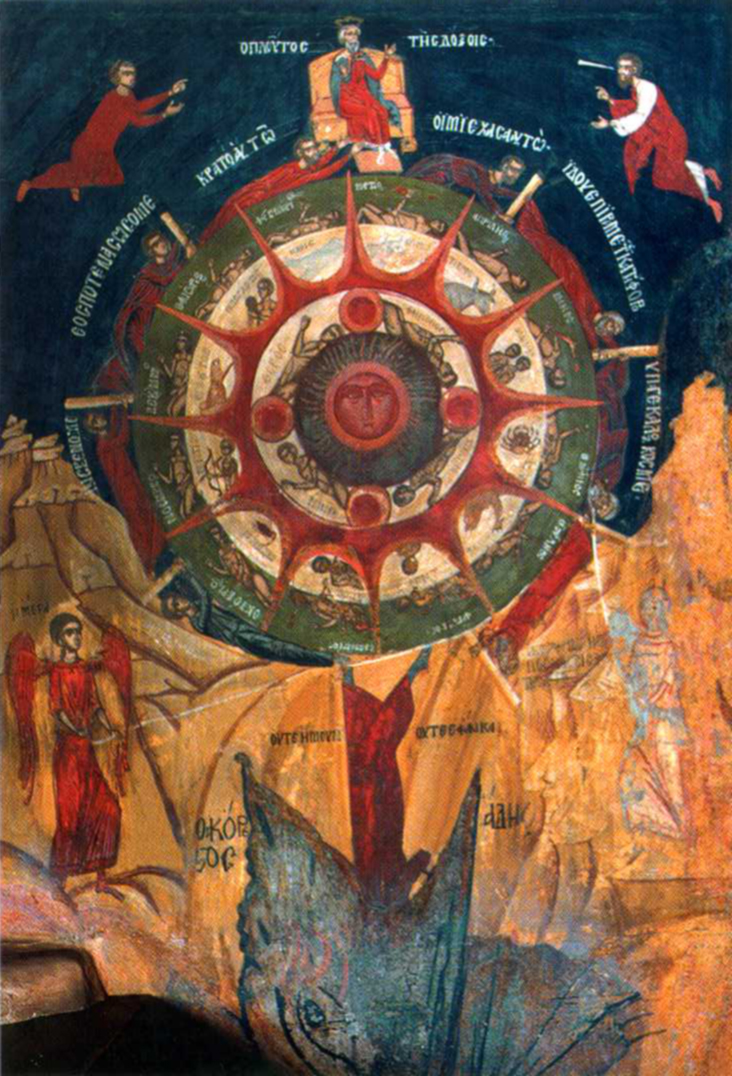
Фреска «Колесо жизни» (1649)

Стенопись церкви является одним из самых богатых образцов поствизантийского искусства на Балканах. Наиболее известна фреска «Колесо жизни» (закончена в 1649 году), расположенная на восточной стене галереи. Призванная отобразить тщету человеческой жизни, она содержит 8 изображений мужчины, ползущего по внешней поверхности колеса, в возрасте от отрочества до старости. Последнее, девятое изображение пожирает адское чудовище. В одном из внутренних кругов изображены 12 знаков Зодиака.